# Gunblast Vodka
Pour plus de détails, voir Fiche technique et Distribution.
Gunblast Vodka est un film français réalisé par Jean-Louis Daniel, sorti en 2001.

## Fiche technique
- Réalisation : Jean-Louis Daniel
- Scénario : Rick Richardson, Jean-Louis Daniel, Mariusz Pujszo et Nicolas Velle
- Sociétés de production : Canal+ et Koba Films
- Musique : Stéphane Brand
- Photographie : Georges Bartels et Hughes de Haeck
- Son : Jean-Guy Véran
- Montage : Alain Derenne
- Décors : Anna Kowarska
- Costumes : Pascale Thomas
- Durée : 97 min
- Pays de production :  France
- Date de sortie : France : 8 août 2001

## Distribution
- Götz Otto : Abel Rothstein
- Angie Everhart : Jane Woods
- Jürgen Prochnow : Sacha Roublev
- Mariusz Pujszo : Marek Brzeczyszczykiewicz
- Anja Kruse : Capitaine Pakoca
- Alain Figlarz : Igor
- Agnieszka Musiala : Grazyna
- Piotr Wyrwas : Piotr
- Leandros Caras : Eugenius
- Ken Samuels : John Woods
- Dorota Kwiatkowska-Rae : Sabina
- Rick Richardson : Michael Walker